# Utat a kiskacsáknak
Az Utat a Kiskacsáknak egy gyerekeknek írt képeskönyv, amelyet Robert McCloskey írt és illusztrált. Első kiadása 1941- ben jelent meg, a könyv egy vadkacsapár történetét meséli el, akik eldöntik, hogy a Massachusetts állambeli Boston nyilvános kertjében alapítanak családot, egy szigeten a tó közepében. Az Utat a Kiskacsáknak illusztrációiért, amelyeket faszénnel vázolt fel, majd cinklemezre nyomtatott, McCloskey megnyerte a Caldecott díjat 1942-ben. Habár a könyvet kezdetben erősen kritizálták laza történetéért és silány karakterjellemzéséért, még 60 évvel az első kiadása után is népszerű volt világszerte, elsősorban a hangsúlyos illusztrációi és történetének íve miatt. A könyv népszerűségének köszönhetően több mint 2 millió példányt adtak el belőle és egy szobrot is emeltek a bostoni Nyilvános Kertben, amely az anyakacsát és nyolc kiskacsáját ábrázolta.